# تباردة (المواريد)
تباردة هي إحدى مشيخات المملكة المغربية، تتبع جغرافيا لإقليم الصويرة وإداريًا لالمواريد. يقدر عدد سكانها بـ 3653 نسمة حسب الإحصاء الرسمي للسكان والسكنى لسنة 2004.